# リック・カーター
リック・カーター（Rick Carter, 1952年 - ）は、アメリカ合衆国のプロダクションデザイナー、アートディレクターである。スティーヴン・スピルバーグやロバート・ゼメキスの作品に多く参加している。
2009年の『アバター』、2012年の『リンカーン』でアカデミー美術賞を受賞した。

## フィルモグラフィ
- バカルー・バンザイの8次元ギャラクシー The Adventures of Buckaroo Banzai Across the 8th Dimension (1984) - アートディレクター
- スラッガーズ・ワイフ The Slugger's Wife (1985) - アートディレクター
- グーニーズ The Goonies (1985) - アートディレクター
- 太陽の帝国 Empire of the Sun (1989) - アートディレクター（ノンクレジット）
- 3人の逃亡者 Three Fugitives (1989) - プロダクションデザイナー
- バック・トゥ・ザ・フューチャー PART2 Back to the Future Part II (1989) - プロダクションデザイナー
- バック・トゥ・ザ・フューチャー PART3 Back to the Future Part III (1990) - プロダクションデザイナー
- 永遠に美しく… Death Becomes Her (1992) - プロダクションデザイナー
- ジュラシック・パーク Jurassic Park (1993) - プロダクションデザイナー
- フォレスト・ガンプ/一期一会 Forrest Gump (1994) - プロダクションデザイナー
- ロスト・ワールド/ジュラシック・パーク The Lost World: Jurassic Park (1997) - プロダクションデザイナー
- アミスタッド Amistad (1997) - プロダクションデザイナー
- ホワット・ライズ・ビニース  What Lies Beneath (2000) - プロダクションデザイナー
- キャスト・アウェイ Cast Away (2001) - プロダクションデザイナー
- A.I. Artificial Intelligence: AI (2001) - プロダクションデザイナー
- ポーラー・エクスプレス The Polar Express (2004) - プロダクションデザイナー
- 宇宙戦争 War of the Worlds (2005) - プロダクションデザイナー
- ミュンヘン Munich (2005) - プロダクションデザイナー
- アバター Avatar (2009) - プロダクションデザイナー
- エンジェル ウォーズ Sucker Punch (2011) - プロダクションデザイナー
- 戦火の馬 War Horse (2011) - プロダクションデザイナー
- リンカーン Lincoln (2012) - プロダクションデザイナー
- スター・ウォーズ/フォースの覚醒 Star Wars: Episode VII (2015) - プロダクションデザイナー
- ペンタゴン・ペーパーズ/最高機密文書 The Post (2017) - プロダクションデザイナー